# Lednice v Krňovicích
Lednice také ledárna asi z konce 18. století se nalézá v obci Krňovice u kostela Nanebevzetí Panny Marie v Krňovicích v okrese Hradec Králové. Budova lednice byla určena ke skladování celoročních zásob ledu pro blízký hostinec dnes Hostinec U skanzenu. Led byl do ledárny navážen v zimě z nedaleké řeky Orlice. Ministerstvem kultury České republiky byla v roce 2003 ledárna prohlášena kulturní památkou ČR. Národní památkový ústav tuto budovu uvádí v katalogu památek pod rejstříkovým číslem ÚSKP 100194. Budova je od roku 2015 součástí Podorlického skanzenu. V roce 2005 byl objekt lednice opraven za podpory krajského úřadu Hradec Králové a města Třebechovice pod Orebem.

## Popis
Lednice je přízemní zděná stavba obdélného půdorysu s vápennými omítkami bez oken, se sedlovou střechou krytou bobrovkami. Vstupní štítové průčelí je členěno třemi obdélnými vpadlými poli, v ose je pravoúhlý vstup. Ve štítu v ose je okno do podkroví. Zadní štít je omítaný, cihelný, částečně vyzděn i z plochých cihelných dlaždic. Do ulice má lednice jeden okenní otvor s kamenným ostěním. Lednice je tvořena dvěma místnostmi o nestejné velikosti s valenou klenbou, jejichž podlahy jsou pod úrovni okolního terénu. Použité zdivo je lomová opuka.